# Лазарево (Рязанская область)
Лазарево — деревня в Касимовском районе Рязанской области России. Входит в состав Новодеревенского сельского поселения.

## География
Деревня находится в северо-восточной части Рязанской области, в зоне хвойно-широколиственных лесов, в пределах Мещёрской низменности, при автодороге 61К-052, на расстоянии примерно 14 километров (по прямой) к юго-востоку от города Касимова, административного центра района. Абсолютная высота — 136 метров над уровнем моря.

### Климат
Климат характеризуется как умеренно континентальный, с тёплым летом и умеренно холодной снежной зимой. Среднегодовая температура воздуха — 3,8 °C. Средняя температура воздуха самого холодного месяца (января) — −11,5 °C (абсолютный минимум — −40 °C); самого тёплого месяца (июля) — 18,8 °C (абсолютный максимум — 38 °C). Безморозный период длится около 135—155 дней. Среднегодовое количество осадков — 616 мм, из которых большая часть (около 397 мм) выпадает в период с апреля по октябрь. Снежный покров держится в течение 120—147 дней.

### Часовой пояс
Деревня Лазарево, как и вся Рязанская область, находится в часовой зоне МСК (московское время). Смещение применяемого времени относительно UTC составляет +3:00.

## Население
| 2010 |
| ---- |
| 136  |

### Национальный состав
Согласно результатам переписи 2002 года, в национальной структуре населения русские составляли 98 % из 148 чел.

## История
Историей с. Лазарево занимался С. А. Пичугин, который установил следующее.
1617 г. Писцовые книги Шацка, РГАДА 1209-1-530 (составитель И. П. Алябьев), (Л. 830) Запись 423:
- За князем Ондреем Сатыевичем Урусовым, что было дано Есинею Карамышеву, село Кусмор на речке на Ункоуре, а в селе: церковь Успения пресвятой Богородицы древяна … Деревня Лазарево вверх вершины Вохтамки, Деревня Лазарево вверх вершины Вохтамки, а в ней: крестьян: (в) Харька Федоров, (в) Фомка Ондреев, (в) Баженко Федоров, (в) Васька (Л. 833) Фомин, (в) Тимошка Агеев, (в) Гришка Парфеньев, (в) Ондрюшка Григорьев; бобыльских дворов: (в) Первушка Есин, (в) Воинко Парфенев; пашни паханые, середние земли, четверть, да перелогу и лесом поросло семьдесят семь чети в поле, а в дву по тому ж; сена по обе стороны реки Оки двести дватцать пять копен; лес чёрной большой по обе стороны реки Оки."

1720 г., РГАДА 350-1-461, (Л.310):
- В селе Кусморе… За стольником князь Иваном Ивановичем Долгоруковым двор ево помещичей а в нём дворо(во)й человек Петр Иванов осмидесят лет вдов. Крестьянския дворы… За ним жа стольником князь Иваном Ивановичем в деревни Лазыреве…"

По историческому административному делению — те же административные границы и церковные приходы, что и у соседней Новой Деревни.